# Liste der Museen in Leverkusen
Die Liste der Museen in Leverkusen beschreibt die Museen in Leverkusen, die unter anderem Kunst, Industriegeschichte und Heimatgeschichte zum Gegenstand haben.

## Liste
| Museum                                            | Ortsteil   | Beschreibung | Bild |
| ------------------------------------------------- | ---------- | --- | ---- |
| Museum Schloss Morsbroich                         | Alkenrath  | Städtisches Museum für Zeitgenössische Kunst im Schloss Morsbroich, eröffnet 1951.                                                              |      |
| Industriemuseum Freudenthaler Sensenhammer        | Schlebusch | Das Industriemuseum zeigt Teile einer Sensenfabrik des 19. Jahrhunderts.                                                                        |      |
| Kolonie-Museum                                    | Wiesdorf   | Typische Wohnung einer Kolonie von Bayer im Stil der 1930er Jahre. Wechselnde Ausstellungen.                                                    |      |
| EnergieStadt                                      | Opladen    | Ausstellung auf dem Gelände des NaturGuts Ophoven zum Thema Energie, alternative Energien und Umweltschutz speziell für Kinder und Jugendliche. |      |
| Villa Römer – Haus der Stadtgeschichte Leverkusen | Opladen    | Die Villa Römer ist ein Ort für regelmäßig wechselnde Ausstellungen zur Stadt- und Regionalgeschichte.                                          |      |